# Jeremiah Horrocks
Pour les articles homonymes, voir Jeremiah et Horrocks.
Jeremiah Horrocks est un astronome anglais du XVIIe siècle (1619 (?) – 3 janvier 1641).

## Biographie
Il n’existe plus de registre de baptême pour connaître avec précision le jour ou même l’année de sa naissance. Mais, à en croire le mathématicien John Wallis, qui l’a connu, le jeune astronome serait né en 1619, puisque, selon lui, il meurt soudainement lors de sa vingt-deuxième année, le 3 janvier 1641. La majorité des commentateurs s’attache à ce témoignage, d’autres, plus rarement, le font naître en 1618 ou 1617. 

### Passage à Cambridge
Jeremiah Horrocks rentre au Collège Emmanuel à Cambridge le 18 mai 1632, en tant que « sizar », c’est-à-dire comme étudiant chargé d’un travail en échange de la gratuité des cours. Horrocks y reste quatre ans, jusqu’en 1635, avant de retourner chez lui dans le comté du Lancashire, peut-être pour y exercer une activité religieuse. Horrocks entre à l’université à treize ans, comme ce fut le cas pour Tycho Brahe.
Les matières étudiées dans cette école sont principalement les langues classiques, la littérature et la théologie, et peut-être quelques éléments d’astronomie et de géométrie anciennes. Mais Horrocks s’attache à une activité hors programme, à savoir la lecture de la nouvelle astronomie, dont notamment Tabulae Motuum, du Flamand Philippe van Lansberge. Horrocks recense ainsi vingt-quatre auteurs d’astronomie, tous continentaux, hormis l’astronome anglo-irlandais Sacrobosco. 
À cette difficulté de se procurer des ouvrages scientifiques s’ajoute un autre problème, l’absence de professeur compétent en astronomie. Jeremiah Horrocks s’en plaint en ces termes : 
« Ces nombreux obstacles et mon inexpérience rendirent mon étude difficile. Le manque de moyen me décourageait et me désespérait… Ce qui me chagrina le plus était le fait que personne ne pouvait m’instruire sur cette discipline, personne qui pût m’aider avec sympathie dans mes efforts. J’étais pris de torpeur et de morosité. Mais que devais-je faire ? Il m’était impossible d’adoucir mon labeur et encore moins d’augmenter mes moyens. Le pire de tout était que j’étais incapable d’émouvoir quiconque à l’astronomie. Mais, abandonner l’étude de la philosophie à cause de ces difficultés m’aurait semblé indigne. Je décidais, par conséquent, que la lassitude devait être vaincue par l’assiduité, la pauvreté par la patience. Il n’y avait pas d’autre solution. Et, à défaut d’un professeur, je devais recourir aux livres d’astronomie. »
À Cambridge, il rencontre notamment John Wallis qui y entre la même année que lui, et qui, à la demande de la Royal Society, publia les œuvres d’Horrocks en 1673, à titre posthume.
Après avoir quitté l’université, il fait, en 1636, la rencontre décisive de William Crabtree, un marchand de textile qui habite le village de Salford, près de Manchester. Celui-ci fut un ami intime mais surtout un précieux correspondant scientifique.
La question de savoir si Horrocks, très pieux, a été ordonné homme d’Église ou était simple vicaire, est encore sujette à controverse aujourd’hui. Bien qu’aucun témoignage direct ou indirect de ses proches amis comme Wallis ou John Flamsteed – eux-mêmes ecclésiastiques – ne semble probant, une anecdote authentique le fait quitter son télescope plusieurs heures le dimanche 4 décembre 1639, jour du transit de Vénus, « pour des raisons fort importantes », c’est-à-dire des raisons « professionnelles » et visiblement plus éminentes que le phénomène cosmique. Très croyant, Horrocks pouvait considérer la célébration de la messe comme un devoir supérieur, même si, de ce fait, il manquait la totalité du transit.

### Travaux et découvertes
Pour marquer le transit de Vénus de 1874, les astronomes de la Royal Astronomical Society décidèrent d’ériger une plaque commémorative à la mémoire de leur compatriote qui fut le premier à observer un passage de Vénus devant le Soleil. Présente dans l’Abbaye de Westminster, cette plaque mentionne les problèmes de l’astronomie sur lesquels le jeune Horrocks s’est penché, à savoir : 
- la détermination de l’orbite elliptique de la lune ;
- son hypothèse physique des déplacements des planètes.

Elle ne mentionne toutefois pas :
- son désir d’éliminer toute source d’erreur possible dans les observations ;
- qu’il ait proposé une parallaxe solaire horizontale de 14" ;
- qu’il ait corrigé, à la suite de sa lecture des tables rudolphines de Kepler, les inégalités des mouvements moyens des deux grandes planètes supérieures connues à l’époque ;
- qu’il ait découvert que les comètes se déplacent autour du Soleil en suivant des orbites elliptiques ;
- ou encore, qu’avant sa mort, Horrocks entreprit une étude des marées.

Signalons que tous les papiers concernant ces investigations sont à présent perdus.

## L’observation du transit de Vénus du 4 décembre 1639
C’est l’œuvre majeure de Horrocks par laquelle il accédera à la postérité.

### Prémices et calculs
Horrocks est très tôt déçu par les tables astronomiques de ses prédécesseurs, qui semblent toutes en conflit les unes avec les autres, et particulièrement avec celles de Lansberge et d’Hortensius.
Avec son ami Crabtree, que lesdites tables contrarient aussi, Horrocks entreprend d’effectuer vers 1636 des observations minutieuses, récoltant ainsi des données sur les orbites lunaire et planétaires. Ce sont les propres calculs d’Horrocks qui lui firent découvrir qu’un passage de Vénus devant le Soleil est toujours suivi d’un second huit ans après, ce que n’avait pas prévu Kepler. De même, une combinaison moyenne des tables de Copernic, Longomontanus et de Kepler amène Horrocks à constater que Vénus est constamment placée à 8' trop au sud. Grâce à cette déduction, il détermine un passage de Vénus pour la fin novembre 1639.
Il écrit à ce sujet : 
« Je me fiais aux mouvements de Vénus que j’avais recalculés, il me semblait impossible que le phénomène ait lieu avant 15h le 24 novembre. Et pourtant, selon la majorité des astronomes, la conjonction devait avoir lieu plus tôt, c’est-à-dire la veille. J’étais réticent à dépendre de ma seule opinion, opinion qui n’était pas affermie. Un abus de confiance aurait pu mettre l’expérience en danger. J’étais anxieux en grande partie le 23 et toute la journée le 24 à cause de cette affaire, et ne manquai aucune occasion d’observer l’entrée de Vénus devant le Soleil. »
L’histoire de ce phénomène est relatée dans l’ouvrage d’Horrocks intitulé Venus in sole visa. Par ce travail, Horrocks vient de réaliser à la fois la toute première grande recherche aboutie de l’histoire de l’astronomie britannique et la première coordination d’observations astronomiques anglaises. Dès la fin octobre, soit environ un mois avant l’événement, il avait sollicité ses amis pour participer à son travail. À cause du mauvais temps, son frère Jonas à Liverpool ne put l’observer. La mesure du diamètre de Vénus par Crabtree d’ 1'03", soit 7/100 du diamètre apparent du Soleil, resta la mesure la plus utilisée pendant plus d’un siècle.

### La nouvelle mesure du monde

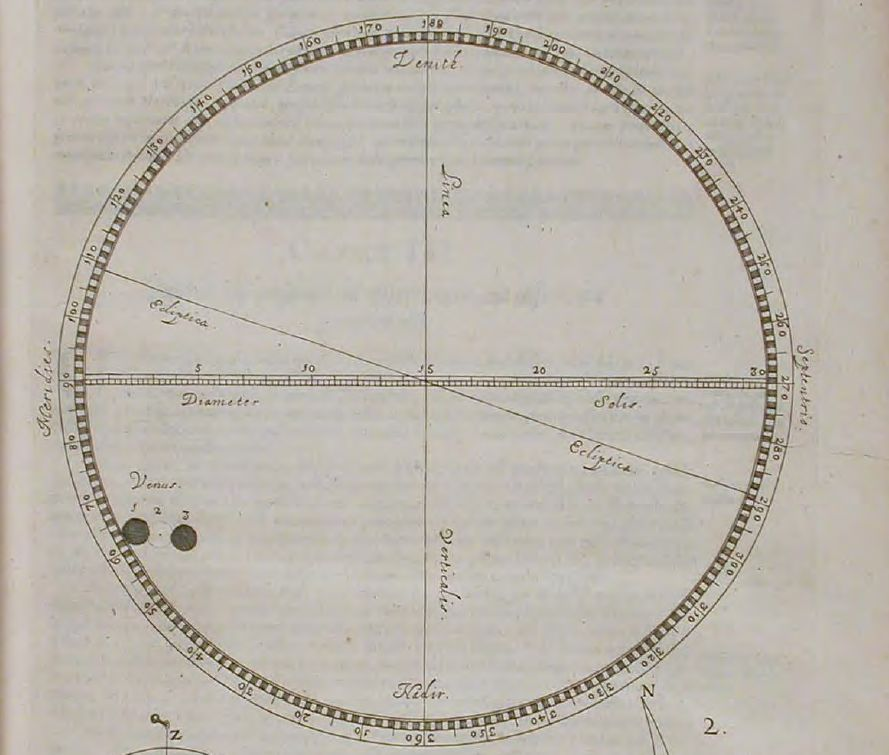
Observation du transit de Venus d'après Venus in sole visa de Jeremiah Horrocks imprimé en 1662

Le jeune Horrocks s’apprête à modifier les valeurs des distances entre les astres dès qu’il constate l’ombre de Vénus, car, dès qu’il l’aperçoit, il est étonné de sa petitesse. Il lui trouve en effet un diamètre angulaire de 1'16", alors qu’on lui attribuait traditionnellement la taille de 3'.
C’est une observation qui intrigua aussi Pierre Gassendi lors du transit de Mercure : 
« J’étais loin, en effet, de soupçonner Mercure de projeter une si petite ombre… Je pensais que c’était plutôt une tache, qui, bien qu’elle n’ait pas été notée là sur le Soleil le jour précédent, néanmoins aurait pu également naître depuis ce temps, et j’avais ailleurs appris ce fait. »
Il pensa également que le diamètre de Vénus devait lui aussi apparaître plus petit que ce que l’on envisageait, ce que confirma Horrocks. 
Les données collectées à 15h15, 15h35 et 15h45 doivent permettre à Horrocks de mesurer la taille apparente de Vénus, l’inclinaison de la planète, l’exacte position du nœud, la durée totale du passage, tout comme les moments d’entrée et de sortie, n’ayant pu en observer aucun.
Horrocks a estimé que le diamètre apparent de Vénus était de 1'16" ± 4" et l’angle sous-tendu par Vénus depuis le Soleil de 28". Horrocks considérait, par erreur, que toutes les planètes connues avaient le même angle sous-tendu depuis le Soleil.
En partant de ce raisonnement, il calcula que la distance au Soleil était, en arrondissant les chiffres, environ de 15 000 rayons terrestres, alors que pour Kepler elle était de 3 500 fois le rayon de la Terre.
L’Anglais reste malgré tout encore loin de la véritable distance, des 23 000 rayons terrestres séparant notre planète du Soleil.

## Une fin prématurée
Il est tentant de vouloir refaire l'histoire de l'astronomie de ce XVIIe siècle en imaginant quels travaux aurait pu mener encore Horrocks, et quelles découvertes il aurait pu faire, s'il n'était soudainement mort en pleine jeunesse, à 22 ans. (Isaac Newton naît deux ans plus tard, en 1643.)
Tout ce que l’on connaît de sa mort est ce qu’en a écrit William Crabtree sur une liasse de lettres qu’il avait reçues d’Horrocks :
« Lettres de Jeremiah Horrocks des années 1638, 1639, 1640 jusqu’au jour de sa mort brutalement survenue, au matin du 3 janvier [1641] ; la veille il s’était arrangé pour passer me voir. Ainsi Dieu décide-t-il de la fin de toute chose. J’ai perdu, hélas, mon cher Horrocks. Hinc illae lachrimae. [« Ainsi coulent les larmes »]. Perte irréparable. »